# Чешка (Бохемија)
Чешка (чеш. Čechy, лат. Bohemia) је једна од историјских чешких земаља (Земље чешке круне), која данас чини већи део Чешке Републике. У многим другим језицима се назива још и Бохемска, Бохемска Чешка или Бохемија, што је латински назив за ову територију. 

## Географија
Чешка заузима 52,750 km² и има 6,25 милиона становника. На југозападу, западу и северозападу се граничи са Немачком, на североистоку се граничи са Пољском, на истоку са чешким историјским регионом Моравском и на југу са Аустријом.
До 1918. године, званичан назив је био Чешка Краљевина, а као део земаља чешке круне била у саставу Аустроугарске.